# Luçay-le-Mâle
Luçay-le-Mâle település Franciaországban, Indre megyében. Lakosainak száma 1315 fő (2022. január 1.). Luçay-le-Mâle Écueillé, Jeu-Maloches, Langé, Veuil, Vicq-sur-Nahon, Nouans-les-Fontaines és Villentrois-Faverolles-en-Berry községekkel határos.

## Népesség
A település népességének változása:
| Lakosok száma | 2008 | 2334 | 2160 | 1538 | 1428 | 1385 | 1366 | 1340 | 1324 | 1315 |
|               | 1968 | 1982 | 1990 | 2006 | 2013 | 2015 | 2017 | 2019 | 2020 | 2022 |